# Scaphyglottis punctulata
Scaphyglottis punctulata é uma espécie de orquídea epífita, cujos novos pseudobulbos geralmente brotam tanto da base como do topo dos pseudobulbos mais antigos. É originária do Caribe, Panamá, e da Venezuela à Bolívia.